# Castellers de Viladecans
Els Castellers de Viladecans són una colla castellera de Viladecans, al Baix Llobregat, fundada l'any 2012. El color de la seva camisa és el verd clar i els seus millors castells són el 2 de 6, el 5 de 6, el 5 de 6 amb l'agulla i el 4 de 6 amb l'agulla.

## Història

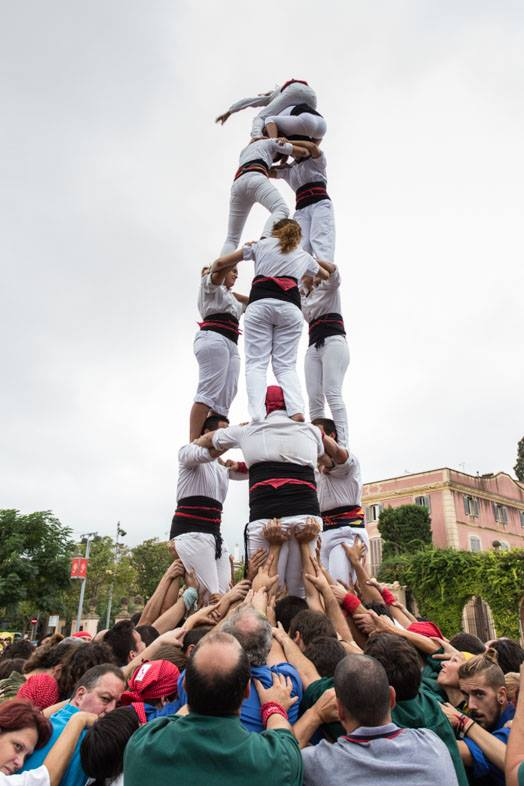
Primer 3 de 6 descarregat

El setembre de 2012 els Castellers de Viladecans es van presentar a la festa major de la ciutat amb un pilar de 4 i un pilar de 4 aixecat per sota. El desembre de 2012 es va realitzar l'assemblea on es va constituir oficialment la colla. És membre de ple dret de la Coordinadora de Colles Castelleres de Catalunya des del 2015.
La colla va carregar el primer castell de sis de la seva història, un 3 de 6 carregat, el 8 de setembre de 2013, durant la diada castellera de Festa Major de Viladecans, i una setmana després a Gavà, en el marc de la I Trobada de Colles Castelleres de l'Eramprunyà, l'aconseguia descarregar. El seu bateig fou el 5 d'octubre de 2013 acompanyats per les colles padrines dels Castellers de Sant Feliu, els Castellers de Castelldefels i la Colla Jove de Barcelona. El resultat de la primera actuació amb la seva camisa verd clar va ser: Pde4, 3de6, 4de6(id), 4de6, 3de6a, Pde4, Pde4. Abans d'arribar al primer aniversari del bateig de la colla, els Castellers de Viladecans, van fer de padrins dels Castellers de Sant Adrià de Besòs el 6 de setembre de 2014. El 15 de novembre de 2015, durant la Diada de la colla, s'aconsegueix la millor actuació de la seva història aconseguint descarregar de nou el 5de6, un castell que feia just un any havien carregat per primera vegada.